# NGC 3692
NGC 3692 (również PGC 35314 lub UGC 6474) – galaktyka spiralna (Sb), znajdująca się w gwiazdozbiorze Lwa. Odkrył ją William Herschel 15 kwietnia 1784 roku.